# Liesl Tesch

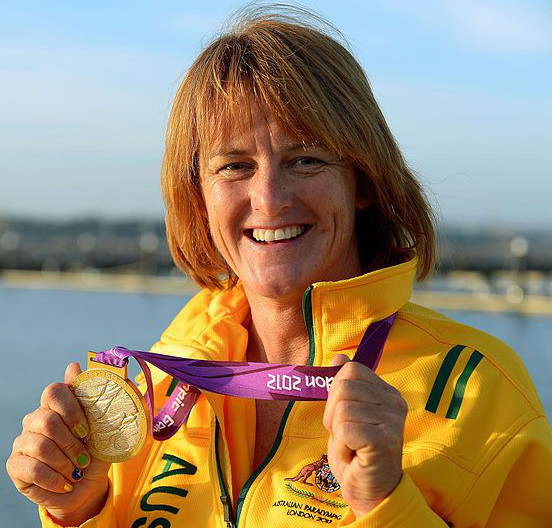
Liesl Tesch, London 2012 mit Gold-Medaille

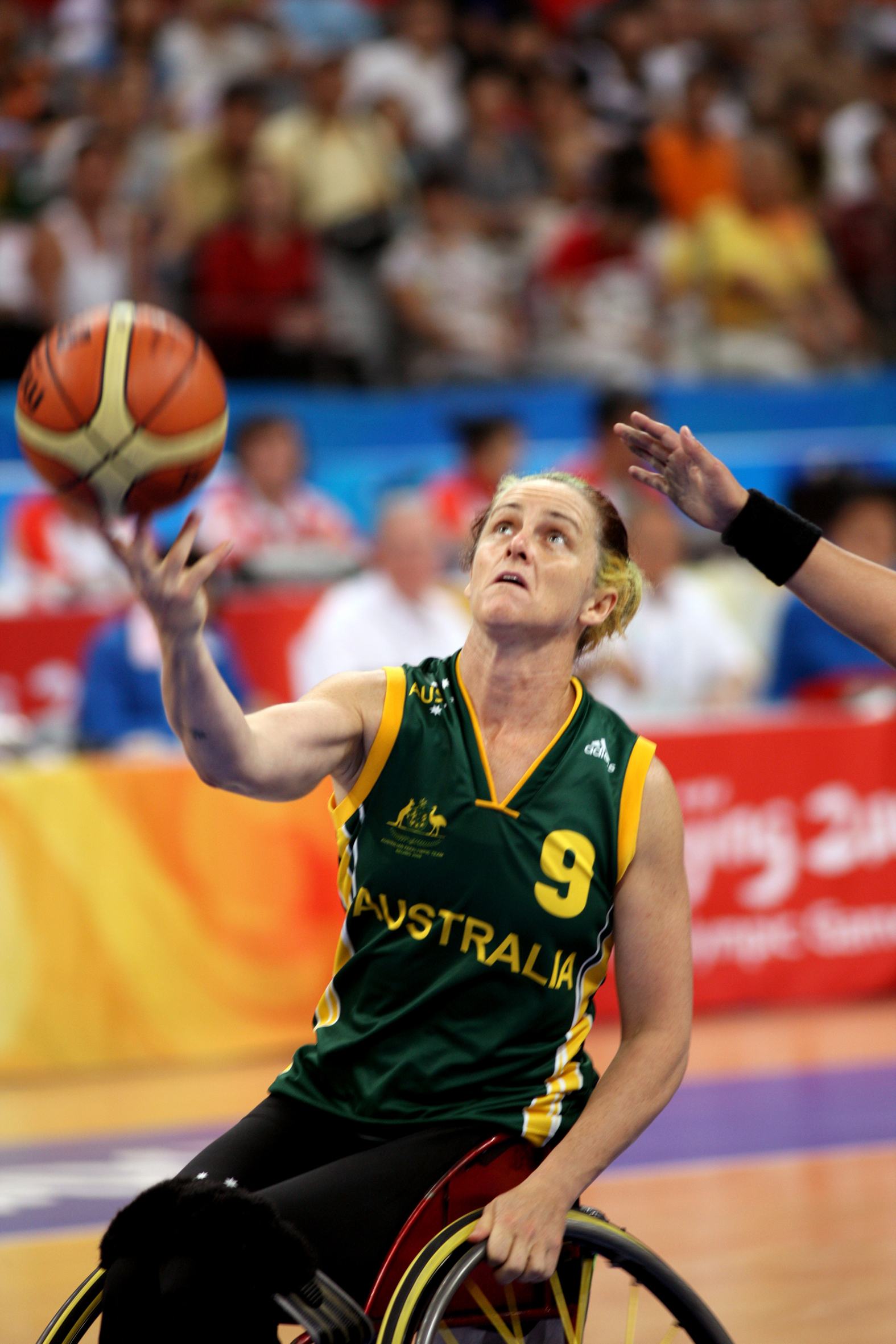
Liesl Tesch schießt während des Spiels gegen Brasilien bei den Paralympischen Spielen 2008 in Peking einen Lay-up.

 Liesl Dorothy Tesch, AM (* 17. Mai 1969 in Brisbane, Australien) ist eine australische Seglerin, Politikerin und Rollstuhlsportlerin. Sie nahm in ihrer Rollstuhlbasketball-Nationalmannschaft an fünf Paralympics teil, gewann drei Medaillen und war die erste Frau, die den Sport professionell ausübte. Sie begann 2010 mit dem Segeln und gewann mit ihrem Partner Daniel Fitzgibbon Goldmedaillen bei den Paralympics 2012 in London und 2016 in Rio de Janeiro.

## Leben
Tesch besuchte die Toronto High School, wo sie in der staatlichen Basketballmannschaft spielte. Im Alter von 19 Jahren zog sie sich bei einem Mountainbike-Unfall eine Wirbelsäulenverletzung zu. Die dadurch erlittene unvollständige Querschnittlähmung hatte zur Folge, dass sie ihre Unterschenkel nicht mehr benutzen konnte. Sie studierte an der University of Newcastle, wo sie 1990 einen Bachelor of Science und 1991 ein Diploma of Education erhielt. Von 1992 bis 2017 unterrichtete sie als Geographielehrerin an der High School in der Küstenstadt Woy Woy.

## Sportliche Karriere

### Rollstuhlbasketball
Von 1990 bis 2008 war Tesch Mitglied der australischen Rollstuhlbasketballmannschaft der Frauen. Sie begann mit dem Rollstuhlbasketball, nachdem einer ihrer Physiotherapeuten während ihrer Rehabilitation ihre Wurffähigkeiten entdeckt hatte. Kurz nach dem Eintritt in das New South Wales Team nahm sie 1990 an den Weltmeisterschaften teil und 1992 an den Spielen in Barcelona. Sie war Teil der australischen Mannschaft bei den Sommer-Paralympics 1996 in Atlanta und war Vize-Kapitänin der Mannschaft bei den Sommer-Paralympics 2000 in Sydney, wo sie eine Silbermedaille gewann. Während der Feierlichkeiten nach den Spielen luden einige Spieler aus Europa sie ein, dort in professionellen Herrenmannschaften zu spielen. Sie spielte mehr als fünf Jahre als erste Frau der Welt professionell Rollstuhlbasketball in Madrid, Sardinien und Paris als Teil der europäischen Männerliga. Sie half beim Aufbau einer Rollstuhlbasketballliga für Frauen und trat in Frauenmannschaften in Italien und Frankreich an. Mit der australischen Mannschaft gewann sie Silber bei den Sommer-Paralympics 2004 in Athen und Bronze bei den Sommer-Paralympics 2008 in Peking. 2011 zog sie sich aus der Rollstuhlbasketball-Nationalmannschaft zurück, um sich auf das Segeln zu konzentrieren.
Sie war bekannt dafür, ihr Haar während ihrer paralympischen Rollstuhlbasketballkarriere grün und gold zu färben.

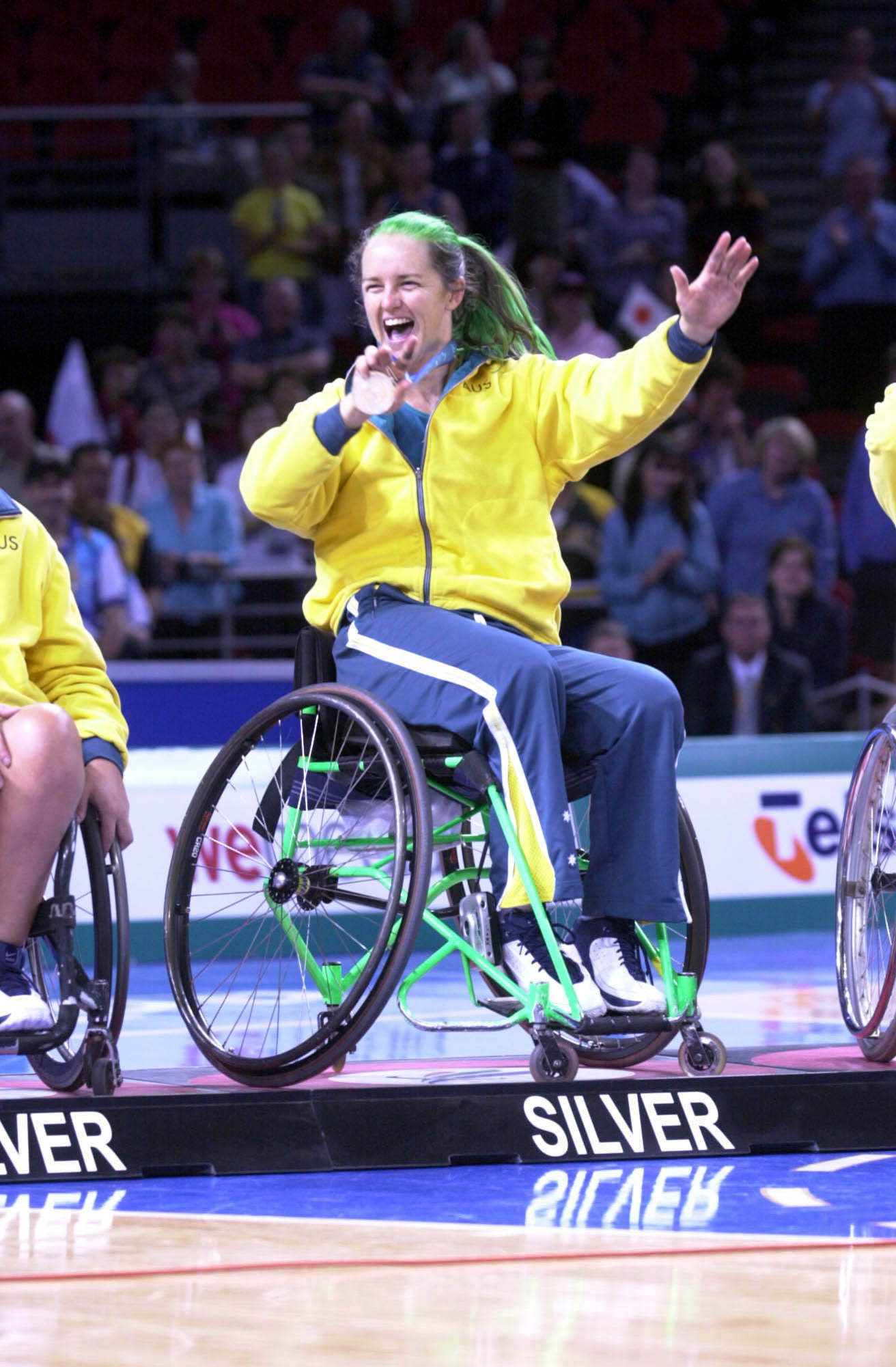
Liesl Tesch mit ihrer Silbermedaille bei den Paralympischen Spielen 2000 in Sydney

### Karriere im Segelsport

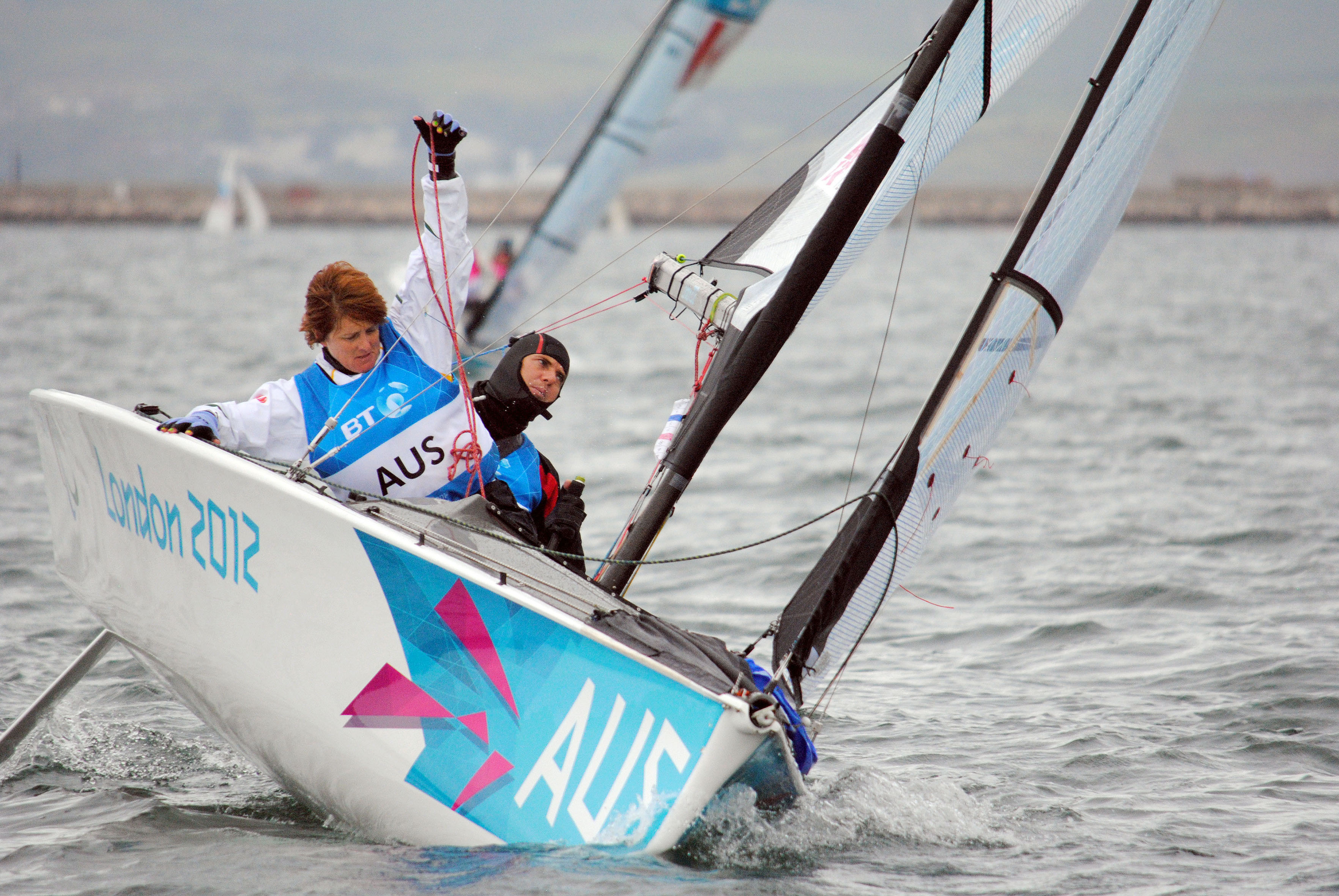
Liesl Tesch und Daniel Fitzgibbon bei den 2012 Summer Paralympics

2009 nahm Tesch an der Sydney Hobart Yacht Race für Segler mit Behinderungen teil. 2010 bildete sie mit dem Pekinger Silbermedaillengewinner Daniel Fitzgibbon eine Segelpartnerschaft. Nach weniger als einem Monat Training gewannen sie ihren ersten Wettbewerb beim Sailing World Cup in Miami. Mit der Zweier-SKUD 18 gewann das Team Gold beim ISAF Gold Cup im Januar 2011 und eine Bronzemedaille bei den Weltmeisterschaften der International Foundation for Disabled Sailing (IFDS) im Juli desselben Jahres. Sie gewannen eine Goldmedaille bei den Sommer-Paralympics 2012 in London.
Bei den IFDS-Weltmeisterschaften 2014 in Halifax, Kanada, und bei den IFDS-Weltmeisterschaften 2015 in Melbourne gewann Tesch gemeinsam mit Fitzgibbon die Goldmedaille. Bei den Weltmeisterschaften 2016 in Medemblik, Niederlande, und 2014 in Weymouth (Dorset) gewannen sie die Bronzemedaille in der SKUD 18-Klasse. Tesch und Fitzgibbon gewannen bei den Sommer-Paralympics 2016 in Rio de Janeiro acht von elf Rennen und wurden in den anderen drei Rennen Zweite.

## Politische Karriere
2010 war Tesch Mitbegründerin von Sports Matters, einer Wohltätigkeitsorganisation, die den Sport für Menschen mit Behinderungen in Entwicklungsländern fördert. Sie führte 2010 in Vientiane, Laos, Rollstuhlbasketball-Trainings durch, um das Bewusstsein für Behinderungen zu schärfen und auf die Hilfe für UXO-Opfer in Laos aufmerksam zu machen.
2013 wurde Tesch Mitglied der Australian Labor Party und wurde 2017 für die Nachwahl im Wahlbezirk Gosford ausgewählt. Sie gewann die Wahl am 8. April 2017 und zog damit in die New South Wales Legislative Assembly, das Unterhaus des Parlaments von New South Wales, ein.

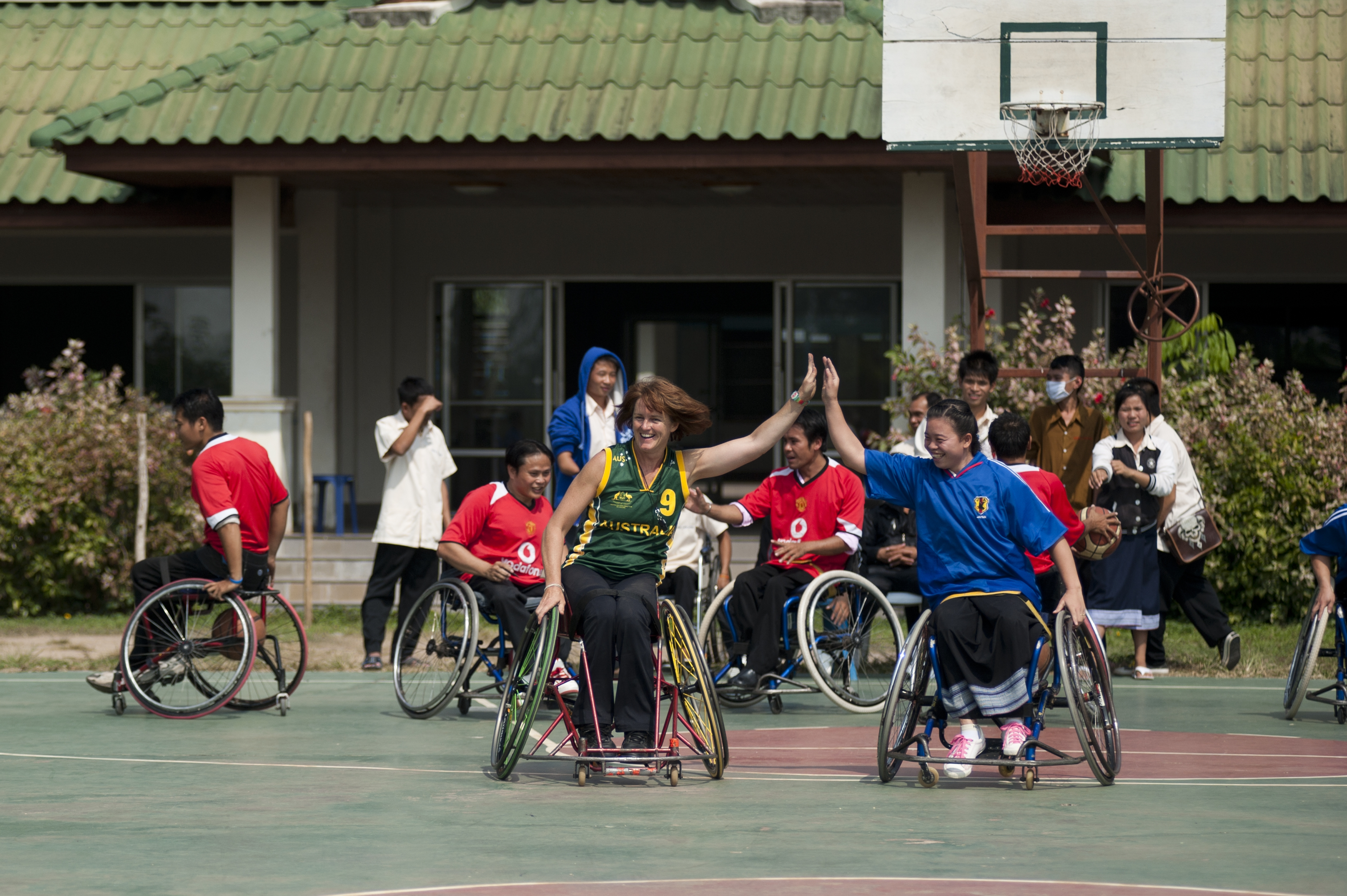
Liesl Tesch führt in Vientiane Rollstuhlbasketball-Trainings durch, um das Bewusstsein für Behinderungen zu schärfen und auf die Hilfe für UXO-Opfer in Laos aufmerksam zu machen. Laos 2010

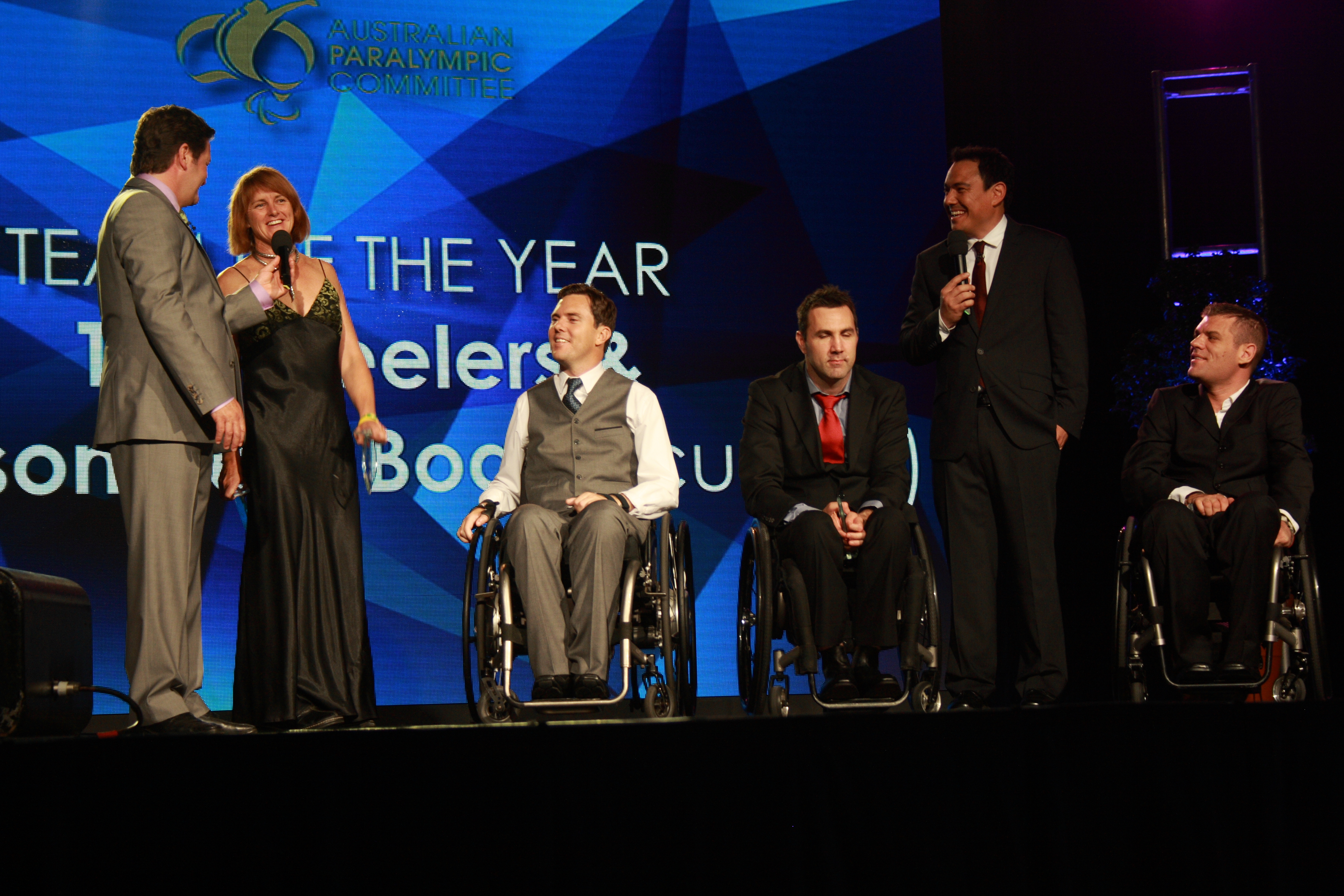
Australian Paralympian of the Year 2012 Zeremonie im Hordern Pavilion, Sydney, Australien

## Ehrungen
- 2000: Australische Sportmedaille
- 2012: Australian Paralympian of the Year, zusammen mit Fitzgibbon
- 2014: Mitglied des Order of Australia
- 2014: Yachting Australia Sailor of the Year with Disability Award
- 2014: NSW Sports Award als Team des Jahres mit Behinderung, mit Fitzgibbon
- 2014: Sir Roden Cutler Award, Primary Club of Australia
- 2015: Disability Award zum Arthur J Gallaghers Team of the Year, zusammen mit Fitzgibbon[9]
- 2016: Basketball Hall of Fame[10][11]
- 2016: President’s Award bei den Australian Sailing Awards
- 2016:  Paralympics Australia award mit Fitzgibbon
- 2017: Australian Sailing Hall of Fame
- 2024: Sport Australia Hall of Fame